# Hôtel Villeneuve d'Ansouis
L'hôtel Villeneuve d'Ansouis est un hôtel particulier situé à Aix-en-Provence, au 9, rue du Quatre-Septembre. 

## Protection
Le monument fait l'objet d'un classement au titre des monuments historiques depuis 1984.